# Lista över fornlämningar i Falköpings kommun (Börstig)
Lista över fornlämningar i Falköpings kommun (Börstig) är en förteckning av ett urval av de fornlämningar som finns i Börstig i Falköpings kommun.
| Namn                        | Lämningstyp      | Tillkomsttid | Historisk indelning    | Plats | Läge                 | ID-nr          | Bild                                      |
| --------------------------- | ---------------- | ------------ | ---------------------- | ----- | -------------------- | -------------- | ----------------------------------------- |
| Börstig 1:1                 | Gravfält         |              | Börstig, Västergötland |       | 57.989579, 13.468395 | 10187200010001 | Ladda upp en bild av detta fornminne      |
| Börstig 2:1                 | Gravfält         |              | Börstig, Västergötland |       | 57.988987, 13.470552 | 10187200020001 | Ladda upp en bild av detta fornminne      |
| Börstig 3:1                 | Gravfält         |              | Börstig, Västergötland |       | 57.987409, 13.473794 | 10187200030001 | Ladda upp en bild av detta fornminne      |
| Bruarebacken (Börstig 16:1) | Stensättning     |              | Börstig, Västergötland |       | 57.978040, 13.472926 | 10187200160001 | Ladda upp en bild av detta fornminne      |
| Vg 200 (Börstig 22:1)       | Runristning      |              | Börstig, Västergötland |       | 57.992762, 13.467236 | 10187200220001 | Ladda upp en till bild av detta fornminne |
| Vg 201 (Börstig 22:2)       | Runristning      |              | Börstig, Västergötland |       | 57.992800, 13.467559 | 10187200220002 | Ladda upp en till bild av detta fornminne |
| Börstig 29:1                | Hög              |              | Börstig, Västergötland |       | 57.993407, 13.461485 | 10187200290001 | Ladda upp en bild av detta fornminne      |
| Börstig 30:1                | Hög              |              | Börstig, Västergötland |       | 57.993997, 13.458043 | 10187200300001 | Ladda upp en bild av detta fornminne      |
| Börstig 32:1                | Stensättning     |              | Börstig, Västergötland |       | 57.992953, 13.453354 | 10187200320001 | Ladda upp en bild av detta fornminne      |
| Börstig 33:1                | Hög              |              | Börstig, Västergötland |       | 57.993514, 13.454971 | 10187200330001 | Ladda upp en bild av detta fornminne      |
| Börstig 36:2                | Stensättning     |              | Börstig, Västergötland |       | 57.989350, 13.450639 | 10187200360002 | Ladda upp en bild av detta fornminne      |
| Börstig 43:1                | Hällristning     |              | Börstig, Västergötland |       | 57.994141, 13.402878 | 10187200430001 | Ladda upp en bild av detta fornminne      |
| Börstig 44:1                | Begravningsplats |              | Börstig, Västergötland |       | 57.996114, 13.393929 | 10187200440001 | Ladda upp en bild av detta fornminne      |
| Börstig 46:1                | Stensättning     |              | Börstig, Västergötland |       | 57.994151, 13.385432 | 10187200460001 | Ladda upp en bild av detta fornminne      |
| Börstig 49:1                | Stensättning     |              | Börstig, Västergötland |       | 57.998168, 13.390938 | 10187200490001 | Ladda upp en bild av detta fornminne      |
| Börstig 54:1                | Kyrka/kapell     |              | Börstig, Västergötland |       | 58.011502, 13.504001 | 10187200540001 | Ladda upp en bild av detta fornminne      |
| Börstig 60:1                | Hög              |              | Börstig, Västergötland |       | 58.012050, 13.505567 | 10187200600001 | Ladda upp en bild av detta fornminne      |
| Börstig 62:1                | Stensättning     |              | Börstig, Västergötland |       | 58.007329, 13.508857 | 10187200620001 | Ladda upp en bild av detta fornminne      |
| Börstig 62:2                | Stensättning     |              | Börstig, Västergötland |       | 58.007171, 13.508847 | 10187200620002 | Ladda upp en bild av detta fornminne      |
| Börstig 67:1                | Stensättning     |              | Börstig, Västergötland |       | 58.017386, 13.487776 | 10187200670001 | Ladda upp en bild av detta fornminne      |
| Börstig 68:1                | Hällristning     |              | Börstig, Västergötland |       | 58.011263, 13.515424 | 10187200680001 | Ladda upp en bild av detta fornminne      |
| Börstig 70:1                | Hällristning     |              | Börstig, Västergötland |       | 58.019825, 13.485663 | 10187200700001 | Ladda upp en bild av detta fornminne      |
| Börstig 71:1                | Hällristning     |              | Börstig, Västergötland |       | 58.020316, 13.492323 | 10187200710001 | Ladda upp en bild av detta fornminne      |
| Börstig 74:1                | Gravfält         |              | Börstig, Västergötland |       | 58.012142, 13.503358 | 10187200740001 | Ladda upp en bild av detta fornminne      |
| Börstig 75:1                | Hällristning     |              | Börstig, Västergötland |       | 58.006737, 13.507342 | 10187200750001 | Ladda upp en bild av detta fornminne      |
| Börstig 76:1                | Gravfält         |              | Börstig, Västergötland |       | 58.006727, 13.510305 | 10187200760001 | Ladda upp en bild av detta fornminne      |
| Börstig 107:1               | Hällristning     |              | Börstig, Västergötland |       | 57.989477, 13.458739 | 10187201070001 | Ladda upp en bild av detta fornminne      |
| Börstig 108:1               | Hällristning     |              | Börstig, Västergötland |       | 57.992983, 13.464254 | 10187201080001 | Ladda upp en bild av detta fornminne      |
| Börstig 117:1               | Stensättning     |              | Börstig, Västergötland |       | 57.968700, 13.473005 | 10187201170001 | Ladda upp en bild av detta fornminne      |
| Börstig 124:1               | Hällristning     |              | Börstig, Västergötland |       | 58.000858, 13.486057 | 10187201240001 | Ladda upp en bild av detta fornminne      |
| Börstig 126:1               | Hällristning     |              | Börstig, Västergötland |       | 58.024888, 13.524814 | 10187201260001 | Ladda upp en bild av detta fornminne      |